# Michotamia analis
Michotamia analis är en tvåvingeart som beskrevs av Macquart 1838. Michotamia analis ingår i släktet Michotamia och familjen rovflugor. Inga underarter finns listade i Catalogue of Life.